# Oulad Yaacoub
Oulad Yaacoub (franska: Oulad Yaacoub (CR), Oulad Yaacoub (Commune Rurale), arabiska: أولاد اصبيح) är en kommun i Marocko.   Den ligger i provinsen El Kelaâ des Sraghna och regionen Marrakech-Safi, i den norra delen av landet, 220 km söder om huvudstaden Rabat. Antalet invånare är 6 497.